# Dicaelotus gelechiae
Dicaelotus gelechiae là một loài tò vò trong họ Ichneumonidae.